# 鳳凰山 (上海)
凤凰山，是上海市松江区的山峰，因呈十字形，似一只飞翔的凤凰而得名。海拔51.1米，面积0.267平方千米。陸玩、赵友同、张弼等人葬于此山。